# Ioan Herța
Ioan Herța (n. 1869, Orăștie, județul Hunedoara – d. 1949, Orăștie, județul Hunedoara) a fost un deputat în Marea Adunare Națională de la Alba Iulia, organismul legislativ reprezentativ al „tuturor românilor din Transilvania, Banat și Țara Ungurească”, cel care a adoptat hotărârea privind Unirea Transilvaniei cu România, la 1 decembrie 1918 :p. 207-208.

## Biografie
A făcut școala primară, remarcându-se mai târziu prin lupta dusă pentru unirea Transilvaniei cu România :pp. 207-208.  

## Activitatea politică
Ca deputat în Adunarea Națională din 1 decembrie 1918 a fost delegat al Cercului electoral Orăștie-oraș :pp. 207-208.	